# Unica
Unica este o revistă „glossy” pentru femei din România, lider de piață pe acest segment,
deținută de trustul de presă Ringier.
Revista a fost lansată la data de 1 decembrie 1997, fiind cel de-al doilea glossy de femei lansat în România (după Avantaje).
În trimestrul al treila din anul 2009 a vândut, în medie, circa 31.644 de exemplare pe ediție.